# Amorina
Amorina heter huvudpersonen i Carl Jonas Love Almqvists läsdrama/roman Amorina: den förryckta frökens levnadslopp och sällsynta bedrifter från 1822, som är författarens genombrottsverk. Boken utgör bland annat en kritik mot läran om att människan skulle äga en fri vilja.

## Berättelsen
Det är först som predikant och ”vansinnig” undergörerska romanens tragiska hjältinna får namnet Amorina. Egentligen heter hon Henrike, som älskas av de två tvillingbröderna Wilhelm och Rudman, och visar sig senare vara deras syster.
Denna mångfacetterade historia med storartad blandning av detaljrik realism och shakespeareskt fantasteri slutar med att Amorina och Rudman drunknar vid Djurgården.
En av bokens huvudpersoner, Amorinas släkting Johannes, är född med mordlust i blodet. Hans far, en norrländsk jägare, ville ha sonen modig och lät därför hans mor under havandeskapet åse slakt- och blodsscener samt lockade henne slutligen att dricka blod, kort innan hon födde sonen. Resultatet blir också ohyggligt. Johannes visar tidigt en omättlig hunger efter rått kött och en osläcklig blodtörst. Han biter ihjäl både moder och broder och mördar blott av lystnad efter blod. Han beskrivs som viljans ofrihet förkroppsligad, ett offer för ödestragedin i världen. Men han är samtidigt så ohyggligt tecknad att man inte kan finna ett enda försonande drag i bilden.

## Kritik
Amorina kombinerar en blandning av äventyrliga och fasansfulla scener med upphöjda och komiska. Bernhard Elis Malmström, som ändå hörde till Almqvists mest entusiastiska beundrare, kallar boken för "ett originellt missfoster, det värsta exemplar i den förskräckliga genren, som jag någonsin sett". Och dock, säger han, är den ett snilleverk. Det uppseende som Amorina väckte gick dock inte på långt när upp mot den storm av indignation som Almqvist framkallade genom en annan skrift som han utgav samma år: Det går an.
Första utgåvan 1822 drogs in av författaren och makulerades. Efter omfattande bearbetning, bland annat med tillägget av Utgivarens företal, gavs boken ut igen 1839 i ny version och med namnet Amorina eller Historien om de Fyra.
Teman: Bröder, incest, kärlek, mördare, syskon, tvillingar, vansinne.

## Amorina som drama
Liksom Drottningens juvelsmycke består Amorina av omväxlande berättande partier och dramatiska partier. Almqvist betecknade själv verket som en "poetisk fuga", vilket han i essän Om enheten av epism och dramatism. En aning om den poetiska fugan förklarade som en syntes av epik och dramatik. Modern scenteknik och scenestetik har gjort det möjligt att iscensätta denna typ av drama. Först ut var Alf Sjöbergs och Claes Hooglands bearbetning som hade premiär på Kungliga Dramatiska Teatern 1951.
Lars Runsten har skrivit en opera med samma namn baserad på romanen. Den hade premiär på Kungliga Teaterns Rotundascen i februari 1993.

### Teateruppsättningar
- 1951 Dramaten, regi Alf Sjöberg, med Max von Sydow, Allan Edwall, Margaretha Krook, Yvonne Lombard, Bengt Blomgren, Anita Björk, Lars Ekborg, Jarl Kulle, Per Oscarsson, Olof Thunberg, Lissi Alandh, Hans Strååt, Ingrid Thulin & Gunnar Hellström
- 1963 Radioteatern, regi Alf Sjöberg, med Anita Björk, Lars Ekborg, Bengt Ekerot, Per Oscarsson, Aino Taube, Karin Kavli & Bengt Blomgren
- 1976 Göteborgs stadsteater, regi Kent Flood, Eva Stenman & Barbara Öberg, med Kerstin Tidelius, Sten Ljunggren & Karl-Magnus Thulstrup
- 1983 Riksteatern, regi Allan Edwall, med Gunvor Pontén
- 1986 Studioteatern, Malmö, regi Hanno Eskola
- 1986 Uppsala stadsteater, regi Ulf Fredriksson
- 1986 Amorinas dikt, Dramaten, regi Leif Sundberg, med Tord Peterson & Claes Månsson
- 1990 Dramaten, regi Peter Stormare, med Peter Stormare, Anna Björk, Thorsten Flinck, Christina Schollin & Monica Nielsen
- 2013 Tur-teatern, regi Carina Ehrenholm, Nils Poletti & Erik Holmström

## Andra Amorina-verk
Amorina är även namnet på en roman av Bengt Anderberg.